# Robert Nemeth
Robert Nemeth, född 5 juni 1958, död 15 december 2015, var en friidrottare från Österrike. Han deltog vid olympiska sommarspelen 1980.